# نیا علی
نیا علی (انگلیسی: Nia Ali؛ زادهٔ ۲۳ اکتبر ۱۹۸۸) دونده اهل ایالات متحده آمریکا است.
وی در مسابقات کشوری و بین‌المللی در مجموع برندهٔ ۴ مدال طلا و ۱ مدال نقره شده‌است.